# Эфстатиадис, Ригас
Ригас Эфстатиадис (греч. Ρήγας Ευσταθιάδης; 29 ноября 1931, Афины — 18 сентября 2017, Афины) — греческий легкоатлет, специалист по прыжкам с шестом. Выступал за сборную Греции по лёгкой атлетике в 1950-х годах, чемпион Средиземноморских игр, двукратный чемпион Балкан, семикратный чемпион Греции, участник летних Олимпийских игр в Хельсинки.

## Биография
Ригас Эфстатиадис родился 29 ноября 1931 года в Афинах, Греция. Занимался лёгкой атлетикой с 1947 года в столичном клубе «Панатинаикос» под руководством тренера Михалиса Митрофаниса.
Впервые заявил о себе на международном уровне в сезоне 1950 года, когда вошёл в состав греческой сборной и выступил в прыжках с шестом на чемпионате Европы в Брюсселе.
В 1951 году в той же дисциплине завоевал серебряную награду на впервые проводившихся Средиземноморских играх в Александрии.
Благодаря череде успешных выступлений в 1952 году удостоился права защищать честь страны на летних Олимпийских играх в Хельсинки — в программе прыжков с шестом благополучно преодолел предварительный квалификационный этап, тогда как в финале с результатом 3,95 занял итоговое 14-е место.
В 1953 году превзошёл всех соперников на домашнем чемпионате Балкан в Афинах.
В 1955 году выиграл чемпионат Балкан в Стамбуле, стал четвёртым на Средиземноморских играх в Барселоне.
В 1958 году принимал участие в чемпионате Европы в Стокгольме — в финале прыгнул на 4 метра ровно, расположившись в итоговом протоколе соревнований на 19-й строке.
В 1959 году одержал победу на Средиземноморских играх в Бейруте и установил свой личный рекорд в прыжках с шестом — 4,30 метра.
За выдающиеся спортивные достижения награждён Золотым крестом Ордена Феникса, командор Ордена Почёта.
Умер 18 сентября 2017 года в Афинах в возрасте 85 лет.